# كاري-آن موس
كاري-آن موس (بالإنجليزية: Carrie-Anne Moss)‏ ممثلة كندية من مواليد 21 أغسطس 1967.

## الحياة العملية
قامت بدور البطولة مع الممثل كيانو ريفز في فيلم ماتريكس بأجزائه الثلاثة بدور ترينتي عام 1999م
فيلم تذكار بدور ناتالي مع الممثل جاي بيرس عام 2000م
فيلم سسبكت زيرو مع الممثل آرون إيكهارت عام 2004م
فيلم اضطراب مع الممثل شيا لابوف ديفيد مورس عام 2007م
فيلم غير وارد مع الممثلين صامويل جاكسون براندون روث جوشوا هارتو عام 2010م
فيلم سايلنت هيل مع الممثلين كليمنس أديليد شون بين عام 2012م
فيلم إكراه مع الممثلين هيذر غراهام وجو مانتيجنا عام 2013م
فيلم بومباي مع الممثلين إيميلي براوننغ وكيفر سثرلاند عام 2014م

## أعمالها
| بعض أعمال              | الدور/الوظيفة    |
| ---------------------- | ---------------- |
| ذا ماتريكس 4           | ترينتي           |
| Jessica Jones 2        |                  |
| ذا باي باي مان         | المحققة شاو      |
| Brain On Fire          | رونا ناك         |
| جيسيكا جونز            |                  |
| فرانكنشتاين            | ماري             |
| Elephant Song          | أوليفيا          |
| Pompeii                |                  |
| سايلنت هيل: الوحي 3 دي | كلوديا وولف      |
| لاس فيغاس              | كاثرين أوكونيل   |
| غير وارد ‏              |                  |
| Love Hurts             | أماندا           |
| الخنافس في الحديقة     | كيلي هانسون      |
| Disturbia              | جولي             |
| Suspect Zero           | فران كولوك       |
| The Matrix Reloaded    |                  |
| الأنيماتريكس           | ترينيتي (صوت)    |
| The Matrix Revolutions |                  |
| Red Planet             | بومان            |
| Memento                | ناتالي           |
| Chocolat               | كارولين كليرمونت |
| The Matrix             | تيرينتي          |

## مواقع خارجية
- كاري-آن موس على موقع IMDb (الإنجليزية)
- كاري-آن موس على موقع روتن توميتوز (الإنجليزية)
- كاري-آن موس على موقع ألو سيني (الفرنسية)
- كاري-آن موس على موقع ميوزك برينز (الإنجليزية)
- كاري-آن موس على موقع تيرنر كلاسيك موفيز (الإنجليزية)
- كاري-آن موس على موقع أول موفي (الإنجليزية)
- كاري-آن موس على موقع بوكس أوفيس موجو (الإنجليزية)
- كاري-آن موس على موقع قاعدة بيانات الأفلام السويدية (السويدية)
- كاري-آن موس على موقع إن إن دي بي (الإنجليزية)
- كاري-آن موس على موقع ديسكوغز (الإنجليزية)

ممثل بريطانى أشهر افلامه بطولة فيلم مومينتو ويعد من الافلام الرائعة في تاريخ السينما وهو من اغرب الافلام في طريقة السرد ونال العديد من الاشادات بخصوص هذا الفيلم.